# Micrurus hippocrepis
Micrurus hippocrepis (маянський кораловий аспід) — вид отруйних змій родини аспідових (Elapidae). Мешкає в Центральній Америці.

## Поширення і екологія
Маянські коралові аспіди мешкають в Белізі та на північному сході Гватемали, в департаменті Ісабаль, можливо, також на півночі Гондурасу. Вони живуть у вологих тропічних лісах, на висоті від 50 до 600 м над рівнем моря.